# 눈목자굳힘
'눈목자굳힘은 굳힘의 일종으로, 귀의 기착점에서 눈목자 모양의 위치에 착수해 귀를 지키는 수법이다. 날일자굳힘에 비해 유연하고 활동성이 있는 반면, 견실함과 실리는 부족한 포석이다. 